# Volkspartei Niederösterreich
De Volkspartei Niederösterreich (Nederlands: Volkspartij van Neder-Oostenrijk, VPNÖ) is een Oostenrijkse politieke partij die deel uitmaakt van de Oostenrijkse Volkspartij (ÖVP) en actief is in de deelstaat Neder-Oostenrijk.
De Volkspartei Niederösterreich werd in 1945 opgericht en domineert sindsdien de politiek in de deelstaat. Bij de Landdagverkiezingen in Neder-Oostenrijk is de partij tot op heden telkens de grootste geweest en vaak beschikte zij over een absolute meerderheid. Alle gouverneurs sinds 1945 komen voort uit de VPNÖ.

## Verkiezingsuitslagen
De VPNÖ behaalde de volgende resultaten bij de lokale verkiezingen voor de Landdag van Neder-Oostenrijk:
| Jaar | Percentage | Zetels  |
| ---- | ---------- | ------- |
| 1945 | 54,5%      | 32 / 56 |
| 1949 | 52,5%      | 31 / 56 |
| 1954 | 50,7%      | 30 / 56 |
| 1959 | 50,9%      | 31 / 56 |
| 1964 | 51,7%      | 31 / 56 |
| 1969 | 50,4%      | 30 / 56 |
| 1974 | 52,1%      | 31 / 56 |
| 1979 | 49,6%      | 29 / 56 |
| 1983 | 54,6%      | 32 / 56 |
| 1988 | 47,6%      | 29 / 56 |
| 1993 | 44,2%      | 26 / 56 |
| 1998 | 44,9%      | 27 / 56 |
| 2003 | 53,3%      | 31 / 56 |
| 2008 | 54,4%      | 31 / 56 |
| 2013 | 50,8%      | 30 / 56 |
| 2018 | 49,6%      | 29 / 56 |
| 2023 | 39,9%      | 23 / 56 |